# Національний превентивний механізм
Національний превентивний механізм (НПМ) — це незалежний національний орган (або декілька органів), який створений і діє відповідно до Факультативного протоколу до Конвенції ООН проти катувань (ФПКПК), спрямований на регулярний моніторинг усіх місць несвободи  з метою попередження у них жорстокого поводження з людьми, які там утримуються.

## Історія питання
- 4 листопада 1950 р. — прийняття Європейської конвенції про захист прав людини і основоположних свобод . Статтею 3 Конвенції проголошено заборону катувань: «Нікого не може бути піддано катуванню або нелюдському чи такому, що принижує гідність, поводженню або покаранню».
- 1970-і рр. ХХ ст. — об'єднання міжнародних організацій навколо переговорів про Конвенцію ООН проти катувань.
- 10 грудня 1984 р. — прийняття Конвенції ООН проти катувань та інших жорстоких, нелюдських або таких, що принижують гідність, видів поводження і покарання .
- 1990-і — робота міжнародних експертів над створенням ефективного механізму протидії тортурам, жорстокому та нелюдському поводженню.
- 18 грудня 2002 — прийняття Факультативного протоколу до конвенції ООН проти катувань та інших жорстоких, нелюдських або таких, що принижують гідність, видів поводження і покарання (ФПКПК) .
- 21 липня 2006 — Україна ратифікувала Факультативний протокол.
- 4 листопада 2012 — Набрав чинності Закон, що впроваджує Національний превентивний механізм[1]
- 25 травня 2012 — в новій структурі Секретаріату Уповноваженого Верховної Ради України з прав людини утворено спеціалізований структурний підрозділ — Департамент з питань реалізації національного превентивного механізму[2].

Створення національних превентивних механізмів закріплено статтею 3 Факультативного протоколу «Кожна держава-учасниця створює, призначає чи підтримує на національному рівні один або кілька органів для відвідувань для цілей недопущення катувань та інших жорстоких, нелюдських або таких, що принижують гідність, видів поводження та покарання (далі — національні превентивні механізми)»
На сьогодні НПМ функціонує у 44 країнах світу.

## Характерні риси НПМ
- Здійснює превентивні відвідування. Візити виконуються для того, щоб попередити тортури та жорстоке поводження в місцях несвободи.

- Діє на регулярній основі. Візити здійснюються постійно, що дозволяє бачити повну картину того, що відбувається в місцях несвободи.

- Є частиною загальної системи відвідувань. Взаємодіє з іншими органами, які відвідують місця несвободи — міжнародними, державними і громадськими.

- Відповідає Паризьким принципам. Наділений відповідними повноваженнями, прописаними в нормативних актах; незалежний від органів виконавчої та судової влади; включає експертів, особисто та інституційно незалежних від державної влади; в достатній мірі забезпечений необхідними ресурсами.

## Функції НПМ
Стримуюча. Піддання зовнішньому контролю місць несвободи може спричинити важливий стримуючий вплив на державні органи, які не захочуть бути розкритикованими ззовні і які можуть, за відсутності такого зовнішнього контролю, вважати, що їх ніколи не притягнуть до відповідальності за їх діяння.
Незалежна оцінка ситуації. Відвідування дозволяють незалежним експертам безпосередньо знайомитися, без свідків, посередників, з тим, як поводяться з позбавленими волі людьми, а також з умовами утримання під вартою.
Інформаційна. НПМ інформує відповідні органи про порушення прав людини в місцях несвободи та надає рекомендації щодо покращення в них умов утримання.
Психологічна підтримка. Відвідування особами, які не пов'язані із цими установами, можуть стати важливим джерелом моральної підтримки для осіб, позбавлених волі.
Формування громадської думки. Системні відвідування здатні «відкрити» місця позбавлення волі для широкої громади, змінити ставлення до людей (філософія «закрити на замок та викинути ключа»).

## Повноваження НПМ
Згідно зі ст. 19 ФПКПК, до повноважень національного превентивного механізму входить наступне:
a) регулярно розглядати питання про поводження з позбавленими волі особами в місцях утримання під вартою з метою посилення, за необхідності, їхнього захисту від катувань та інших жорстоких, нелюдських або таких, що принижують гідність, видів поводження та покарання;
b) надавати рекомендації відповідним органам для цілей поліпшення поводження з позбавленими волі особами та умов їхнього утримання і не допускати катування та інші жорстокі, нелюдські або такі, що принижують гідність, види поводження та покарання з урахуванням відповідних норм Організації Об'єднаних Націй;
c) надавати пропозиції та зауваження, що стосуються чинного законодавства або законопроектів.

## МандатНПМ
Мандат національних превентивних механізмів визначений статтею 20 ФПКПК і передбачає:
a) доступ до будь-якої інформації про чисельність позбавлених волі осіб у місцях утримання під вартою, а також про кількість таких місць та їхнє місцезнаходження;
b) доступ до будь-якої інформації, що стосується поводження з цими особами, а також умов їх утримання під вартою;
c) доступ до будь-яких місць утримання під вартою, їхніх споруд та об'єктів;
d) можливість проводити приватні бесіди з позбавленими волі особами без свідків, особисто, або, за необхідності, через перекладача, а також з будь-якою іншою особою, яка, на думку національного превентивного механізму, може надати відповідну інформацію;
e) право безперешкодно вибирати місця, які вони бажають відвідати, та осіб, з якими вони бажають поспілкуватись;
f) право встановлювати контакти з Підкомітетом з недопущення катувань, надсилати йому інформацію та зустрічатися з ним.

## Звіти за результатами діяльності НПМ
Відповідно до ст. 23 ФПКПК держави публікують щорічні звіти про діяльність НПМ, які, відповідно до ст. 22, передаються компетентним органам для врахування наданих рекомендацій.

## Моделі НПМ
- Модель «Омбудсман». Модель передбачає наділення функціями НПМ Офісу Омбудсмана. Модель функціонує в таких країнах як: Албанія, Грузія, Чехія, Польща, Швеція, Естонія
- Модель «Омбудсман+». Зазначена модель передбачає спільне виконання функцій НПМ Офісом омбудсмана та громадськими організаціями. (Данія, Словенія, Молдова, Вірменія).
- Модель окремого органу. В рамках зазначеної моделі передбачається запровадження спеціалізованого органу, який би займався виключно питаннями здійснення регулярних відвідувань місць несвободи. Модель характерна для ФРН, Франції, Швейцарії, Румунії, Мальдіви.
- Модель мультиоргану. Функції НПМ виконують як громадські організації, так і державні органи, які розділяють між собою сфери відповідальності для різних типів місць несвободи. Модель характерна для Сполученого Королівства, де до громадських організацій, які виконують функції НПМ, серед інших відносяться: Independent Custody Visiting Association; Independent Monitoring Boards, а до державних: Her Majesty Ispectorate of Prisons; Office for Standards in Education, Children's Services and Skills. Всього НПМ Сполученого Королівства представлений 18-ма інституціями. Така ж модель функціонує в Новій Зеландії (5 органів).

```
Незалежна оцінка національного превентивного механізму в Україні 
```

У грудні 2018 року вперше було проведено оцінку діяльності НПМ в Україні. За результатами оцінки було зроблено наступні висновки: 
- за 6 років роботи національного превентивного механізму (НПМ)  проти катувань монітори відвідали лише 5% місць несвободи в Україні;
- НПМ не зміг своєчасно і адекватно відреагувати на виклики в дотриманні прав людини в місцях несвободи, що з’явилися в Україні після початку бойових дій в 2014 році;
- Проблеми з нелегальними місцями утримання затриманих СБУ в зоні бойових дій, проблеми з перетином КПВВ і блок-постів не знайшли відображення у звітах і рекомендаціях НПМ, не зважаючи на те, що вони активно обговорювалися і висвітлювалися в ЗМІ і звітах різних міжнародних і громадських організацій;
- незначна кількість візитів до місць несвободи з метою моніторингу дотримання прав людини веде до того, що представники громадськості не залучаються до візитів довгий чвс і втрачає мотивацію для участі в схемі відвідувань в подальшому.